# Croton gnaphaloides
Croton gnaphaloides là một loài thực vật có hoa trong họ Đại kích. Loài này được Schrad. mô tả khoa học đầu tiên năm 1821.